# Isola di Wilton
L'isola di Wilton (in russo Остров Уилтона, ostrov Uiltona) è una piccola isola russa che fa parte dell'arcipelago della Terra di Francesco Giuseppe, nell'Oceano Artico. Amministrativamente fa parte dell'oblast' di Arcangelo.
L'isola ha preso il nome dell'esploratore scozzese David Wilton, un membro della spedizione Jackson-Harmsworth (1894–97).

## Geografia
L'isola di Wilton si trova nella parte centro-meridionale dell'arcipelago; a 1 km dalla costa nord-est dell'isola di Nansen, a nord della baia Esinova; l'isola è di forma circolare con un diametro inferiore ai 2 km. Il punto più alto dell'isola raggiunge i 255 metri.